# Hátis
Hátis (em armênio: Հատիս; romaniz.: Hatis), antes chamada Quianquiã (Քյանքյան, K’yank’yan), é uma aldeia do município de Acunque, da província de Cotaique, na Armênia. De acordo com o censo de 2011, havia 302 habitantes.

## Geografia
Hátis está localizada a 11 quilômetros a nordeste de Aboviã, na encosta norte do monte Hátis, num terreno plano. Não tem árvore e suas casas são construídas em pedra e têm telhados inclinados. A água potável é trazida de uma distância de dois e três quilômetros. Subsiste do cultivo de grãos e forragens. Possui uma escola secundária, um clube, uma biblioteca e um centro médico.

## História
No século XIX, fez parte do distrito (uezde) de Erevã da Gubernia de Erevã. Os ancestrais dos atuais moradores vieram de Doubaiazete, Vã e Xataque, na atual Turquia, em 1918–22. Recebeu seu nome atual em 25 de janeiro de 1978. Em 1873, 1897, 1926, 1939, 1959, 1970 e 1979, respectivamente, tinha 548, 740, 597, 1 077, 506, 369 e 372 habitantes. Cemitérios com cachecares da Idade Média foram preservados dentro e ao redor da aldeia.